# أكمة المعصرة (السياني)

تعديل مصدري - تعديل

اكمه المعصرة محلة تابعة لقرية الحميراء، التابعة لعزلة الازارق بمديرية السياني إحدى مديريات محافظة إب في الجمهورية اليمنية.، بلغ تعداد سكانها 22 حسب تعداد اليمن لعام 2004.